# Meñli I Giray
Meñli I Giray eller Mengli I Giray, född 1445, död 1515, var khan av Krim (1466, 1469–1475, 1478–1515) och den sjätte sonen till Haci I Giray.

## Biografi
Meñli I Giray tog tronen under några månader 1466, men blev avsatt av sin bror Nur Devlet. Han blev återställd på tronen i januari 1469, men förlorade makten på nytt i mars 1475 som resultatet av ett uppror mellan rivaliserande bröder och adeln. De genuesiska handelsstäderna på Krim halvön erövrades år 1475 av den osmanske generalen Gedik Ahmet Pascha, under sultan Mehmed II:s regering. Mengli Giray, som hoppats kunna bevara sin självständighet, blev tillfångatagen av osmanerna i Kaffa (nuvarande Feodosija) och fördes till Istanbul.
Krimkhanatet tvingades acceptera osmansk suveränitet och från och med 1478 var de krimska khanerna nominellt underställda såsom vasaller till osmanska riket. Mengli Giray kom senare åter till makten sedan han erkänt vasallskap till sultanen, accepterat att betala tribut och att mobilisera på sultanens begäran. Sålunda var krimtatarerna åren 1497–1498 på osmansk begäran behjälpliga vid besegrandet av de polska trupper som trängt in i Moldavien.
Han byggde fästningen i Özü, nuvarande Otjakiv. År 1502 besegrade Krimkhanatet den sista khanen av Gyllene horden och tog kontroll över Gyllene hordens huvudstad Saraj. Han utropade sig själv till khagan, och deklarerade sig vara efterföljaren till Gyllene hordens auktoritet över det turkiska khanatet i området mellan Kaspiska havet och Volga.
Meñli I Giray begravdes 1515 i mausoleet (Dürbe) Salaçıq i Bachtjisaraj. Han var far till den senare khanen Mehmed I Giray.